# Arcidiocesi di Algeri

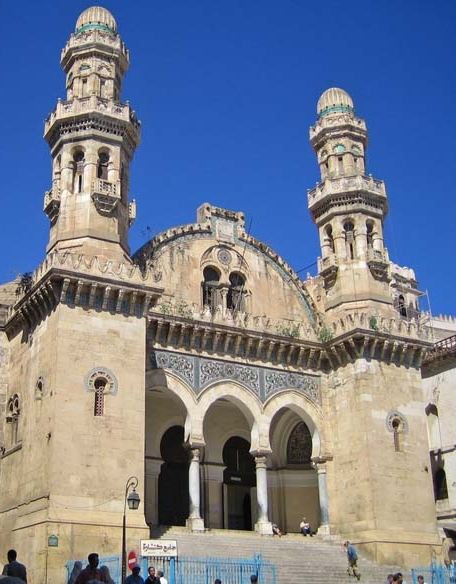
La Moschea Ketchaoua di Algeri del 1794, utilizzata come cattedrale dedicata a San Filippo tra il 1832 e il 1962.

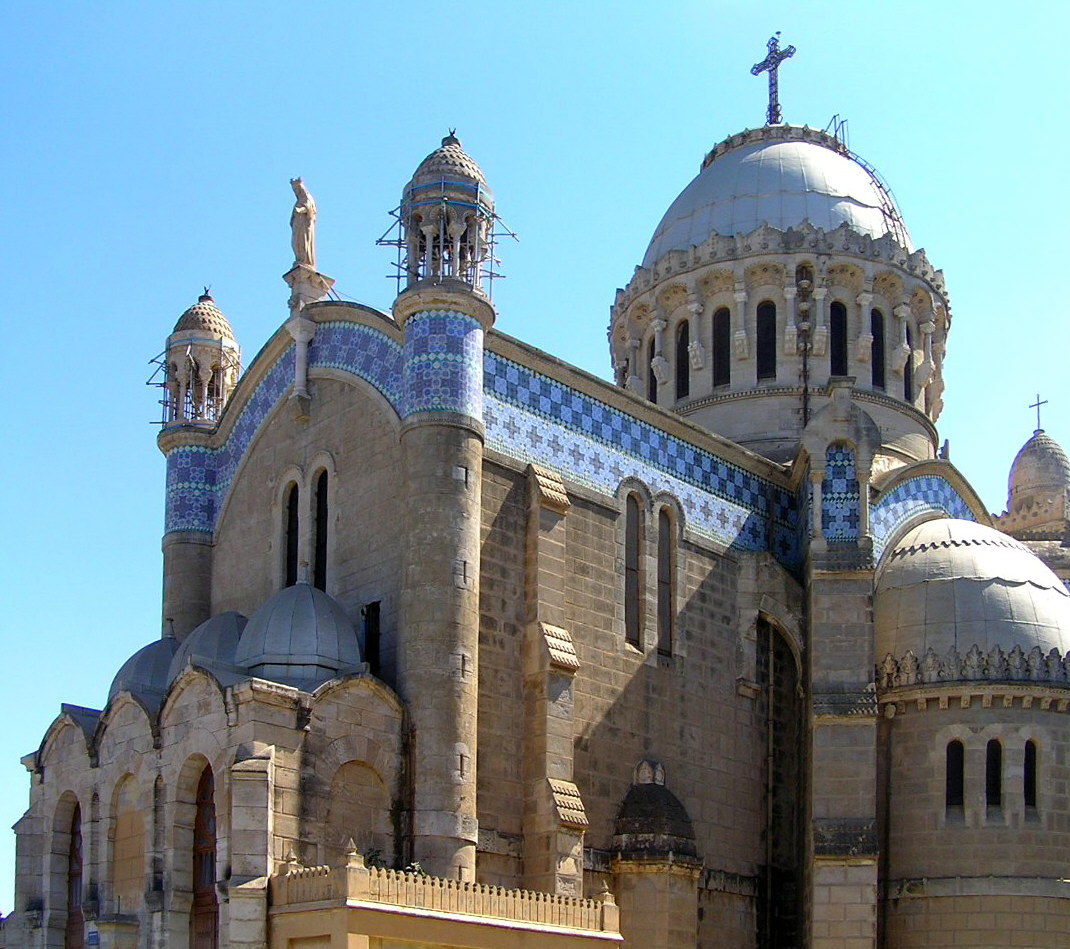
La basilica di Notre Dame de l'Afrique ad Algeri.

L'arcidiocesi di Algeri (in latino Archidioecesis Algeriensis) è una sede metropolitana della Chiesa cattolica in Algeria. Nel 2023 contava 4.072 battezzati su 12.694.460 abitanti. È retta dall'arcivescovo cardinale Jean-Paul Vesco, O.P.

## Territorio
Sede arcivescovile è la città di Algeri, dove si trova la cattedrale del Sacro Cuore.
Il territorio è suddiviso in 9 parrocchie.

### Provincia ecclesiastica
La provincia ecclesiastica, istituita nel 1866, comprende 2 suffraganee:
- diocesi di Costantina
- diocesi di Orano

## Storia
La diocesi di Icosio, nome romano della città di Algeri, fu eretta nel II secolo, ma non resistette alla conquista araba del VII secolo.
Nel 1632 furono stabilite delle missioni cattoliche dipendenti inizialmente dalla diocesi delle Isole Canarie. Successivamente fu eretto il vicariato apostolico di Algeri.
Il 12 dicembre 1772 con il breve Pro commissa di papa Clemente XIV fu affidata ai vicari apostolici di Algeri anche la missione di Tunisi.
Il 10 agosto 1838 il vicariato apostolico fu elevato a diocesi con la bolla Singulari divinae di papa Gregorio XVI. Era originariamente suffraganea dell'arcidiocesi di Aix.
Il 25 luglio 1866 per effetto della bolla Catholicae Ecclesiae di papa Pio IX ha ceduto porzioni del suo territorio a vantaggio dell'erezione delle diocesi di Costantina e di Orano e contestualmente è stata elevata al rango di arcidiocesi metropolitana.
Il 23 novembre 1960, con la lettera apostolica Praefervidum erga, papa Giovanni XXIII ha proclamato la Beata Vergine Maria Signora dell'Africa (Beata Maria Virgo Afrorum Domina), in francese Notre-Dame d'Afrique, patrona principale dell'arcidiocesi.
Il 14 gennaio 2020 l'arcidiocesi è passata dalla giurisdizione della Congregazione per i vescovi alla giurisdizione della Congregazione per l'evangelizzazione dei popoli (oggi Dicastero per l'evangelizzazione).

## Cronotassi dei vescovi
Si omettono i periodi di sede vacante non superiori ai 2 anni o non storicamente accertati.

### Vicari apostolici
- Philippe le Vacher, C.M. † (1651 - 17 luglio 1662 dimesso)
- Benjamin Huguier, C.M. † (17 luglio 1662 - aprile 1663 deceduto)
  - Sede vacante (1663-1668)
- Jean le Vacher, C.M. † (1º gennaio 1668 - 29 luglio 1683 deceduto)
- Michel de Montmasson, C.M. † (8 gennaio 1685 - 5 luglio 1688 deceduto)
- José Gianola, O.SS.T. † (1690 - 1693)
- Yves Laurence, C.M. † (settembre 1693 - 11 marzo 1705 deceduto)
- Lambert Duchêne, C.M. † (1705 - 23 dicembre 1736 deceduto)
- Pierre Favoux, C.M. † (23 dicembre 1737 - 15 luglio 1740 deceduto)
- Adrien Poissant, C.M. † (22 luglio 1740 - 1º giugno 1741 dimesso)
- Charles-Marie-Gabriel Poirier du Burgh, C.M. † (giugno 1741 - luglio 1743 deceduto)
- Adrien Poissant, C.M. † (luglio 1743 - 3 agosto 1746 dimesso) (per la seconda volta)
- Arnoult Bossu, C.M. † (3 agosto 1746 - novembre 1757 dimesso)
- Théodore Groiselle, C.M. † (30 novembre 1757 - 5 settembre 1763 dimesso)
- Charles la Pie de Savigny, C.M. † (5 settembre 1763 - aprile 1765 dimesso)
- Philippe Joseph Le Roy, C.M. † (aprile 1765 - 1772 dimesso)
- Pierre François Viguier, C.M. † (aprile 1773 - 28 maggio 1778 dimesso)
- Charles Cosson, C.M. † (20 ottobre 1778 - 11 febbraio 1782 dimesso)
- Michel Ferrand, C.M. † (20 marzo 1782 - 2 maggio 1784 dimesso)
- Jean-Alasia Erat, C.M. † (20 gennaio 1785 - 5 aprile 1798 dimesso)
- Jean-Claude Vicherat, C.M. † (1798 - 1802 dimesso)
  - Sede vacante (1802-1823)
- Jean-François Chossat, C.M. † (11 marzo 1823 - 3 giugno 1825 dimesso)[3]
- Jean-Louis Solignac, C.M. † (dicembre 1825 - giugno 1827 dimesso)[4]
  - Sede vacante (1827-1838)

### Vescovi e arcivescovi
- Antoine-Louis-Adolphe Dupuch † (25 agosto 1838 - 16 marzo 1846 dimesso)
- Louis-Antoine-Augustin Pavy † (16 aprile 1846 - 16 novembre 1866 deceduto)
- Charles-Martial-Allemand Lavigerie † (12 gennaio 1867 - 26 novembre 1892 deceduto)
- Prosper Auguste Dusserre † (26 novembre 1892 succeduto - 30 dicembre 1897 deceduto)
- Fédéric-Henri Oury † (8 luglio 1898 - 15 dicembre 1907 dimesso[5])
- Barthélemy Clément Combes † (22 gennaio 1909 - 2 gennaio 1917 dimesso)
- Auguste-Fernand Leynaud † (2 gennaio 1917 - 5 agosto 1953 deceduto)
- Léon-Etienne Duval † (3 febbraio 1954 - 19 aprile 1988 ritirato)
- Henri Antoine Marie Teissier † (19 aprile 1988 - 24 maggio 2008 ritirato)
- Ghaleb Moussa Abdalla Bader (24 maggio 2008 - 23 maggio 2015 nominato nunzio apostolico in Pakistan[6])
- Paul Jacques Marie Desfarges, S.I. (24 dicembre 2016 - 27 dicembre 2021 ritirato)[7]
- Jean-Paul Vesco, O.P., dal 27 dicembre 2021

## Statistiche
L'arcidiocesi nel 2023 su una popolazione di 12.694.460 persone contava 4.072 battezzati.
| anno | popolazione | popolazione | popolazione | presbiteri | presbiteri | presbiteri | presbiteri                | diaconi | religiosi | religiosi | parrocchie |
| anno | battezzati  | totale      | %           | numero     | secolari   | regolari   | battezzati per presbitero | diaconi | uomini    | donne     | parrocchie |
| ---- | ----------- | ----------- | ----------- | ---------- | ---------- | ---------- | ------------------------- | ------- | --------- | --------- | ---------- |
| 1949 | 330.000     | 2.765.000   | 11,9        | 321        | 150        | 171        | 1.028                     |         | 171       | 892       | 146        |
| 1959 | 350.000     | 3.200.000   | 10,9        | 351        | 197        | 154        | 997                       |         | 212       | 1.043     | 152        |
| 1970 | 50.000      | 4.477.441   | 1,1         | 182        | 89         | 93         | 274                       | 1       | 128       | 711       | 52         |
| 1980 | 35.000      | 6.718.000   | 0,5         | 107        | 54         | 53         | 327                       | 2       | 67        | 276       | 46         |
| 1988 | 28.000      | 9.100.000   | 0,3         | 97         | 59         | 38         | 288                       | 2       | 50        | 205       | 35         |
| 1999 | 1.250       | 11.800.000  | 0,0         | 41         | 15         | 26         | 30                        | 1       | 31        | 67        | 14         |
| 2000 | 1.150       | 12.300.000  | 0,0         | 47         | 18         | 29         | 24                        | 1       | 35        | 68        | 15         |
| 2001 | 1.250       | 13.500.000  | 0,0         | 48         | 18         | 30         | 26                        | 1       | 36        | 68        | 15         |
| 2002 | 1.500       | 9.000.000   | 0,0         | 45         | 18         | 27         | 33                        | 1       | 33        | 71        | 15         |
| 2003 | 1.500       | 9.002.500   | 0,0         | 43         | 18         | 25         | 34                        | 1       | 32        | 71        | 15         |
| 2004 | 1.500       | 9.002.000   | 0,0         | 36         | 17         | 19         | 41                        | 1       | 25        | 74        | 13         |
| 2004 | 1.500       | 9.502.000   | 0,0         | 45         | 18         | 27         | 33                        | 1       | 39        | 71        | 16         |
| 2006 | 1.500       | 9.502.000   | 0,0         | 45         | 18         | 27         | 33                        | 1       | 39        | 71        | 16         |
| 2007 | 3.000       | 9.663.000   | 0,0         | 41         | 20         | 21         | 73                        | 2       | 27        | 73        | 15         |
| 2010 | 2.542       | 10.181.000  | 0,0         | 53         | 31         | 22         | 48                        | 1       | 29        | 73        | 15         |
| 2012 | 1.530       | 10.585.000  | 0,0         | 32         | 8          | 24         | 47                        |         | 30        | 67        | 14         |
| 2015 | 1.500       | 11.266.000  | 0,0         | 36         | 6          | 30         | 41                        |         | 37        | 63        | 10         |
| 2018 | 4.000       | 11.751.000  | 0,0         | 36         | 15         | 21         | 111                       |         | 24        | 47        | 10         |
| 2020 | 4.090       | 12.249.800  | 0,0         | 32         | 10         | 22         | 127                       |         | 26        | 52        | 9          |
| 2022 | 4.000       | 12.470.000  | 0,0         | 35         | 9          | 26         | 114                       |         | 32        | 55        | 9          |
| 2023 | 4.072       | 12.694.460  | 0,0         | 27         | 7          | 20         | 150                       |         | 27        | 50        | 9          |